# Егоров, Дмитрий Фёдорович
Дми́трий Фёдорович Его́ров (10 [22] декабря 1869, Москва, Российская империя — 10 сентября 1931, Казань, Татарская АССР, РСФСР, СССР) — российский и советский математик, член-корреспондент АН СССР (1924), почётный член АН СССР (1929). Президент Московского математического общества (1923—1930), член-корреспондент Харьковского математического общества, член Казанского физико-математического общества, непременный член Общества любителей естествознания, антропологии и этнографии, почётный член Московского общества испытателей природы (1921), член Французского математического общества.
Работы Егорова относятся к дифференциальной геометрии, теории интегральных уравнений, вариационному исчислению и теории функций действительного переменного. Доказал теорему о связи между понятиями сходимости почти всюду и равномерной сходимости последовательности функций.

## Биография
Родился 10 (22) декабря 1869 года в Москве в семье преподавателя математики Фёдора Ивановича Егорова (1845—1915). 18 декабря 1869 года он был крещён в Михайло-Архангельской церкви при 2-й Московской военной гимназии. В 1883—1887 годах учился в 6-й Московской гимназии, которую окончил с золотой медалью. С 1887 года — студент математического отделения физико-математического факультета Московского университета. В 1891 году окончил университет с дипломом 1-й степени и по ходатайству профессоров В. Я. Цингера и П. А. Некрасова оставлен в нём для приготовления к профессорскому званию. Уже в 1892 году появилась первая научная публикация — статья в журнале Математический сборник. В 1893 году сдал магистерские экзамены и 27 января 1894 года был принят в число приват-доцентов Московского университета.
Помимо научных занятий, Д. Ф. Егоров преподавал сразу в нескольких учебных заведениях Москвы: в 5-й мужской гимназии (до 1896 года), в частной гимназии Ф. И. Креймана и в учительском институте, а также в Московском Николаевском сиротском институте (1895—1900) и в родной 6-й Московской гимназии (1896—1903).
Магистерскую диссертацию «Уравнения с частными производными 2-го порядка по двум независимым переменным» он защитил 22 сентября 1899 года, а 23 марта 1901 года состоялась защита докторской диссертации «Об одном классе ортогональных систем», результаты которой вошли в классический трактат об ортогональных системах Г. Дарбу.
1 июня 1902 года «с Высочайшего соизволения» он был отправлен «с учёной целью сроком на один год» за границу; посещал лекции в Берлине, Гёттингене, Марбурге, Париже.
По возвращении, 31 августа 1903 года Д. Ф. Егоров был назначен экстраординарным профессором Московского университета. В 1905 году получил орден Св. Анны 3-й степени.
Летние периоды 1906, 1907, 1908 годов из-за неспокойной обстановки в России он провёл в командировках за границей.
5 октября 1908 года Д. Ф. Егоров обвенчался с австрийской подданной, дочерью чешского музыканта, Анной Ивановной Гржимали (01.06.1877—1960).
С 1909 года — ординарный профессор. Начиная с 1910 года, Д. Ф. Егоров стал систематически вести математический семинар, посвящавшийся из года в год различным областям математики; с тех пор математические семинары постепенно стали обычной формой учебной работы в вузах. Им был создан также семинар по математическому анализу, положивший начало московской школе теории функций вещественной переменной.
В мае 1917 года совет Московского университета избрал Д. Ф. Егорова на 4 года помощником ректора.
С момента основания в 1921 году при Московском университете Научно-исследовательского института математики и механики I МГУ и до 1930 года Д. Ф. Егоров был его действительным членом и директором (с 1924 года).
С 1921 года — вице-президент, а с 1923 года — президент Московского математического общества.
6 декабря 1924 года Д. Ф. Егоров становится членом-корреспондентом Академии наук.
В 1929 году был подвергнут гонениям по религиозным убеждениям и в октябре 1930 года арестован. Проходил по делу «Всесоюзной контрреволюционной организации „Истинно православная церковь“» (катакомбной церкви) вместе с известным философом А. Ф. Лосевым.

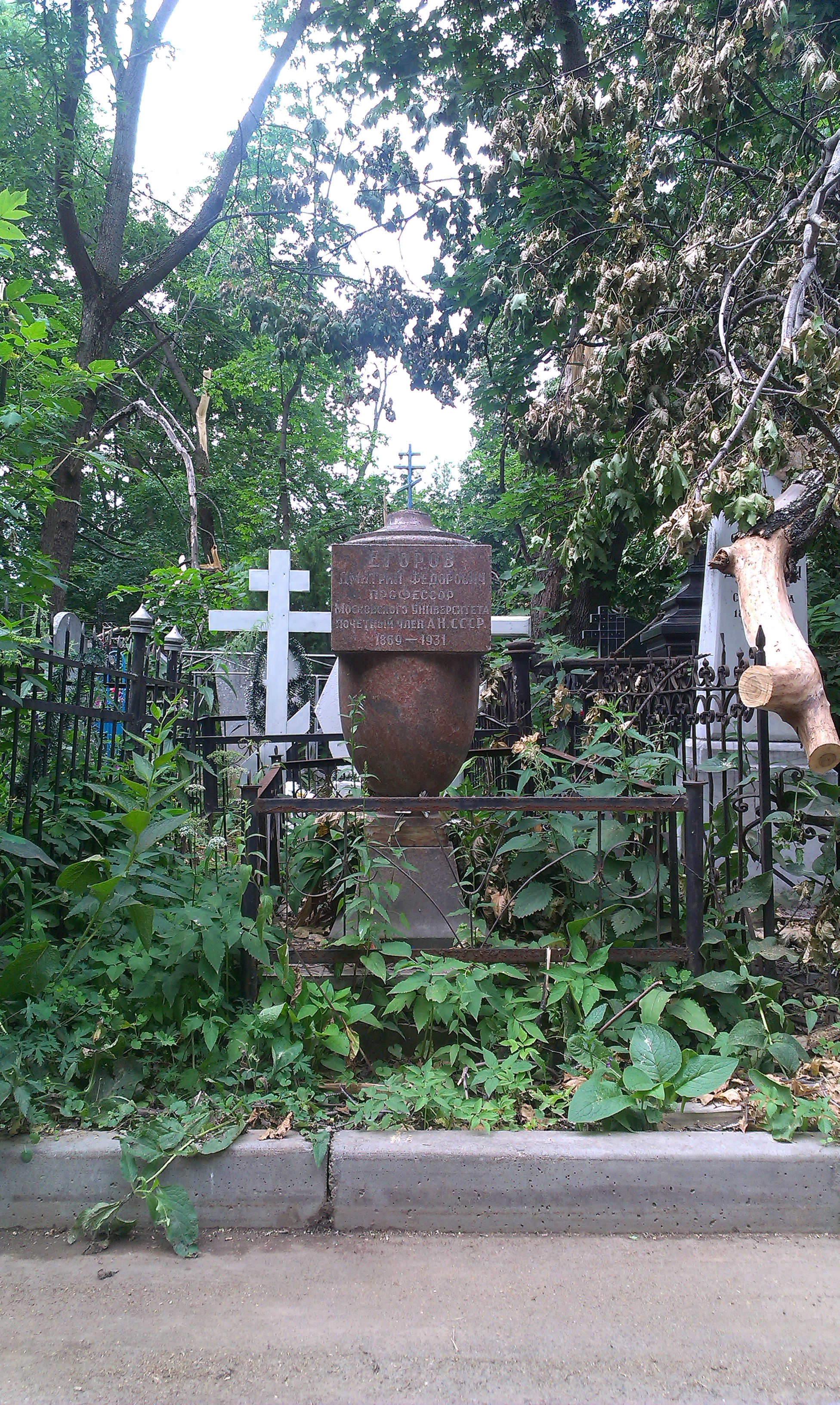
Могила Егорова на Арском кладбище

Ещё до окончания судебного процесса из-за обострившейся язвы желудка он был выслан на 5 лет в Казань. Умер 10 сентября 1931 года в больнице, после голодовки, объявленной в тюрьме. Могила Д. Ф. Егорова находится в г. Казани на первой аллее Арского кладбища почти напротив могилы Н. И. Лобачевского.

## Научная школа
Егоров внёс новый дух в университетское преподавание. Он организовал научный семинар для студентов, из участников которого сформировалась знаменитая впоследствии Московская школа теории функций. Из неё выросла Московская математическая школа — одна из сильнейших в мире. Среди прямых учеников Егорова — будущие академики Н. Н. Лузин, П. С. Александров, И. Г. Петровский, а также И. И. Привалов, В. В. Степанов, В. В. Голубев, Л. Н. Сретенский, Д. Е. Меньшов, А. Н. Колмогоров.

## Московское математическое общество
После смерти Б. К. Млодзеевского в 1923 году Д. Ф. Егоров, бывший до этого уже вице-президентом Московского математического общества, избирается его президентом. С самого начала своей деятельности на этом посту он начал активную работу по восстановлению нормального функционирования математического сообщества. И первым действием в этом направлении стало возобновление издания «Математического сборника», прерванное в 1919 году. Удалось это только в 1924 году, когда из печати вышел 31-й том. Редколлегией журнала (ответственный редактор Д. Ф. Егоров, учёный секретарь редакции В. А. Костицын) было принято решение о публикации в нём статей не только на русском (как было до того согласно § 18 Устава общества), но и на других основных европейских языках — немецком, французском, итальянском и английском. Во время президентства Егорова Московское математическое общество заняло ведущие позиции в математической жизни страны, приняв на себя большую часть функций организатора общественной жизни отечественного математического сообщества.

## Научные работы

### Публикации
- Некоторые соотношения из теории интегралов по делителям // Математический сборник : журнал. — М., 1892. — Т. 16, № 2. — С. 236—255. — Теория чисел
- К общей теории соответствия поверхностей // Математический сборник : журнал. — М., 1896. — Т. 18, № 1. — С. 86—107. — Дифференциальная геометрия
- Уравнения с частными производными второго порядка по двум независимым переменным. Общая теория интегралов, характеристики, М., Тип. Моск. ун-та, 392. 1899 — Теория дифференциальных уравнений
- Случай недостаточности обычного геометрического определения характеристик уравнения с частными производными первого порядка // Математический сборник : журнал. — М., 1903. — Т. 20, № 4. — С. 608—615. — Теория дифференциальных уравнений
- Об одном классе ортогональных систем, Учёные записки Московского университета 18, 1—239. 1901 — Дифференциальная геометрия
- Une classe nouvelle des surfaces algebriques qui admettent une deformation continue en restant algebriques, C.R. Acad. Sci. (Paris) 132, 302—305. 1901 — Дифференциальная геометрия
- Работы К.М.Петерсона по теории уравнений с частными производными // Математический сборник : журнал. — М., 1903. — Т. 24, № 1. — С. 022—029. — Дифференциальная геометрия
- Die hinreichenden Bedingungen des Extremums in der Theorie des Mayerschen Problemsr Math. Ann. 62, 1906. 371—380 — Вариационное исчисление
- Об изгибании на главном основании при одном семействе плоских или конических линий // Математический сборник : журнал. — М., 1911. — Т. 18, № 1. — С. 167—187. — Дифференциальная геометрия
- Sur les suites des fonctions me surables. C.R. Acad. Sci. Paris, (1911) 152:135-157 — Теорема Егорова
- Sur les surfaces, engendrées par la distribution des lignes d'une famille donnée = О поверхностях, образуемых распределением данного семейства линий // Математический сборник : журнал. — М., 1923. — Т. 31, № 2. — С. 153—184.
- Sur la théorie des équations intégrales au noyau symétrique = К теории интегральных уравнений с симметрическим ядром // Математический сборник : журнал. — М., 1928. — Т. 35, № 3—4. — С. 293—310. — Интегральные уравнения
- Addition à la note "Sur la théorie des équations intégrales au noyau symétrique" = Добавление к заметке «К теории интегральных уравнений с симметрическим ядром» // Математический сборник : журнал. — М., 1929. — Т. 36, № 2. — С. 116—123.

### Учебники
- Дифференциальная геометрия (Пособие для высш. техн. шк.). — М.—Петроград: ГИЗ, 1923. — 290 с.
- Основания вариационного исчисления. — М.—Пг.: Госиздат, 1923. — 79 с.
- Элементы теории чисел. — М.—Пг.: Госиздат, 1923. — 202 с.

## Мировоззрение
Дмитрий Егоров рос в особенном окружении воцерковленных людей. Один из них — друг, коллега и соавтор его отца, директор Московского учительского института Александр Фёдорович Малинин, человек глубоко религиозный, беззаветно преданный своему делу. В университете Д. Ф. Егоров испытал значительное влияние протоиерея Н. А. Сергиевского. Будучи глубоко верующим человеком, он никогда не касался на лекциях не только религиозных, но и философских вопросов, считая, что математика является самодостаточной наукой. Тем не менее, вопросы философии и богословия его, несомненно, интересовали. Он хорошо знал труды немецкого философа Канта, святителя Игнатия Брянчанинова и прав. Иоанна Кронштадтского. Традиционная приверженность московской математической школы философским проблемам обусловила особое сочувствие Д. Ф. Егорова имяславию. Определённую роль в приобщении к нему могли сыграть М. А. Новосёлов и П. А. Флоренский. В письме, датируемом июнем 1914 года, Д. Ф. Егоров писал:

Достал я себе диссертацию П. А. Флоренского и нашёл в ней много интересного. В частности, мысль о неизбежности антиномичности догматов, хотя, может быть не нова, но хорошо выставлена и проведена. Интересны замечания об Ангеле-Хранителе как об «intelligibiler Charakter» Канта.
— Письма Д.Ф.Егорова к Н.Н.Лузину. Предисловие П. С.Александрова // Историко-математические исследования. — 1980. — Вып. 25. — С. 335—361. Публикация и примечания Ф. А. Медведева при участии А. П.Юшкевича
Общие религиозные и мировоззренческие интересы были у Д. Ф. Егорова с А Ф. Лосевым; они были далеки от политики и вопросы веры и науки ставили выше её. Открыто придерживаясь религиозных убеждений, он отказывался признать диалектический материализм. В московских математических кругах в своё время вспоминали о его отказе читать лекцию по математике в бывшей церкви, приспособленной под аудиторию. К моменту ареста Д. Ф. Егоров был церковным старостой одного из московских приходов. Из показаний Егорова после ареста, касающихся имяславия:

Вопрос о революции, как о Божьем наказании за грехи, не является для православных новым и потому, помещая в документах в защиту имяславия этот момент, мы ничего нового не вносили. Впервые этот момент появляется в пророчестве Серафима Саровского. Это пророчество, найденное у меня при обыске, записано Мотовиловым со слов Серафима. Поэтому может быть некоторые места в нём чересчур заострены, но в целом я против этого пророчества ничего возразить не могу

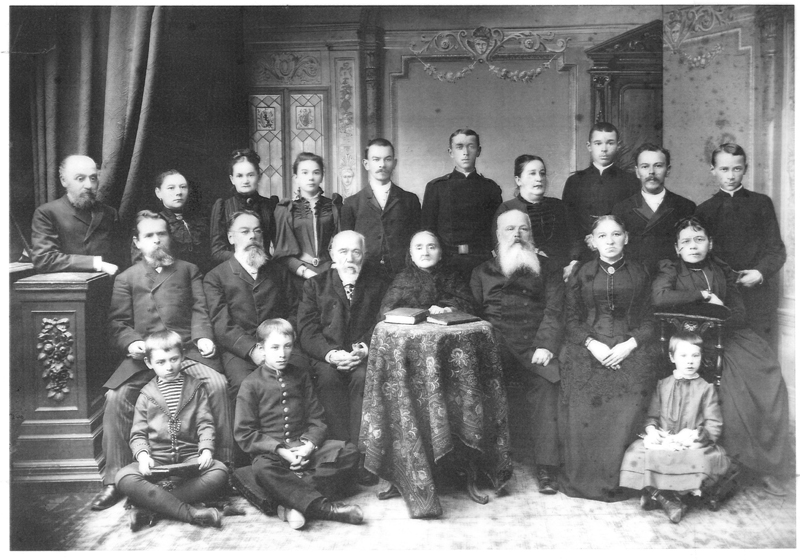
Золотая свадьбы дедушки и бабушки (по отцу) Д. Ф. Егорова (1893, Новгород). Верхний ряд: Николай Иванович Ег., Мария Ивановна Финикова (ур. Ег.), Ольга Николаевна Ег. (мать Д. Ф.), Наталия Федоровна (сестра Д. Ф.), Дмитрий Федорович Ег., Федор Михайлович Тизенгаузен (двоюродный брат Д. Ф.), Екатерина Ивановна (невестка сына П. И.), Михаил Тиз., Евгений Иванович (младший сын И. П. и Л. А.), Николай Тиз. Средний ряд: Павел Алексанрович Фиников, Федор Иванович (отец Д.Ф.), Петр Иванович (старший сын И. П. и Л. А.), Лидия Алексеевна Ег. (бабушка Д. Ф.), Иван Петрович Ег. (дедушка Д. Ф.), Людмила Ивановна Тиз. (сестра П. И.), Александра Ивановна Ег. (дочь И. П. и Л. А.). Нижний ряд: Сергей Павлович Фин., Борис Михайлович Тиз., Христина Николаевна Ег. (приёмная дочь Алекс. Ив-ны).

— Демидов С. Доклад на семинаре «Русская философия (традиция и современность)»

## Семья
Сохранилась уникальная фотография 1893 года, на которой запечатлена большая семья Егоровых в день золотой свадьбы дедушки и бабушки Д. Ф. Егорова. Кроме героев торжества, Ивана Петровича и Лидии Алексеевны, присутствуют родители Д. Ф. Егорова: Фёдор Иванович и Ольга Николаевна, десятилетний двоюродный брат Сергей Павлович Фиников — сын тётки, Марии Ивановны.
Супруга Д. Ф. Егорова — Анна Ивановна Егорова, австрийская подданная, получила прекрасное музыкальное образование: закончила консерваторию, где занималась в классе В. М. Зарудной; её отец — И. В. Гржимали, был преподавателем Московской консерватории по классу скрипки. Анна Ивановна играла на рояле и пела; кроме того, владея чешским языком, занималась переводами: известны её переводы стихов чешского поэта Я. Врхлицкого и чешских народных сказок, собранных Боженой Немцовой. Облик А. И. Егоровой запечатлел русский художник Михаил Фёдорович Шемякин, супругой которого была сестра Анны Ивановны, Людмила. Портрет Анны Ивановны Егоровой «Дама в светлом» (1909; холст, масло; 157 х 89,5), находится в Музее изобразительных искусств Нижнего Тагила; им же был написан «Портрет женщины в розовом».